# كاتينا شوبرت
كاتينا شوبرت (بالألمانية: Katina Schubert )‏ (و. 1961  م) هي سياسية، وصحفية ألمانية، ولدت في هايدلبرغ، هي عضوةٌ الحزب اليساري الألماني، والحزب الديمقراطي الاجتماعي الألماني سابقاً.

## مناصب
تولت منصب عضو في برلمان برلين ‏.

## التعليم
تعلمت في جامعة بون، في تخصص علوم سياسية (1981–1989).